# Pere Ubu
Pere Ubu – amerykański zespół grający muzykę postpunkową, założony w Cleveland, w stanie Ohio w 1975. Zespół przechodził wielokrotne zmiany personalne; jedynym jego stałym członkiem był wokalista David Thomas. Nazwa grupy pochodzi od Père Ubu („Ojciec Ubu”), bohatera sztuki Ubu Roi („Ubu król”), autorstwa francuskiego dramaturga, powieściopisarza i poety Alfreda Jarry.

## Dyskografia
Lista albumów opracowana na podstawie Discogs:
- The Modern Dance (1978)
- Dub Housing (1978)
- New Picnic Time (1979)
- The Art of Walking (1980)
- 390 Degrees of Simulated Stereo (1981)
- Song of The Bailing Man (1982)
- Terminal Tower (1985)
- The Tenement Year (1988)
- Cloudland (1989)
- One Man Drives While The Other Man Screams (1989)
- Worlds In Collision (1991)
- Story Of My Life (1993)
- Raygun Suitcase (1995)
- Pennsylvania (1998)
- Apocalypse Now (1999)
- The Shape of Things (1999)
- St Arkansas (2002)
- Why I Hate Women (2006)
- Why I Remix Women (2006)
- Long Live Père Ubu! (2009)
- Lady from Shanghai (2013)
- Carnival of Souls (2014)
- 20 Years in a Montana Missile Silo (2017)[3]
- The Long Goodbye (2019)[4]